# 동향중학교
동향중학교(銅鄕中學校)는 대한민국 전북특별자치도 진안군 동향면 대량리에 있는 공립 중학교이다.

## 학교 연혁
- 1972년 12월 26일 : 동향중학교 설립인가
- 1973년 3월 6일 : 개교 (2학급 108명)
- 1986년 1월 1일 : 벽지학교 지정
- 2001년 1월 1일 : 벽지학교 해지 및 농어촌학교 지정
- 2024년 2월 7일 : 제49회 졸업식 9명 졸업(졸업생 총수 2,680명 배출)
- 2024년 3월 1일 : 제21대 천민영 교장 부임

## 참고 자료
- 동향중학교 - 한국교육학술정보원 학교알리미